# Carrie-Anne Moss
Carrie-Anne Moss (Burnaby, 21 agosto 1967) è un'attrice canadese.

## Biografia
Dopo il divorzio dei genitori, cresce con la madre Barbara a Vancouver, inizia a recitare giovanissima lavorando in una compagnia teatrale, in seguito studia recitazione all'Accademia americana di arti drammatiche a Pasadena. Inizia lavorando come modella in Europa e Giappone. Si ferma in Spagna dove lavora nella serie televisiva I giustizieri della notte. Una volta tornata negli Stati Uniti ottiene un ruolo nella serie di Aaron Spelling Models, Inc..
Dopo alcune partecipazioni minori e dopo aver lavorato in vari film per la televisione, nel 1999 arriva la grande occasione, quando viene scelta per il ruolo di Trinity nel film Matrix, delle sorelle Wachowski. In seguito ottiene ruoli nei film Memento di Christopher Nolan e Chocolat di Lasse Hallström. Nel 2006 recita nel film Snow Cake, mentre nel 2007 interpreta la madre della star emergente Shia LaBeouf nel thriller Disturbia, e nello stesso anno fa parte del ricco cast del film Un segreto tra di noi.
Nel 2009 ha lavorato come doppiatrice per il videogioco di fantascienza Mass Effect 2: ha prestato la voce al personaggio di Aria T'Loak. Nel 2011 partecipa ad alcuni episodi della serie TV Chuck, mentre nel 2012 fa parte del cast della serie della CBS Vegas. Nel 2015 prende parte alla serie di Netflix Jessica Jones, nel Marvel Cinematic Universe interpretando il ruolo dell'avvocato Jeri Hogarth, ruolo che riprenderà nell'ultimo episodio dell'altra serie di Netflix Daredevil nonché nelle successive serie Iron Fist e The Defenders. Torna ad interpretare Trinity nel quarto capitolo di Matrix, Matrix Resurrections, uscito nel 2021.

## Vita privata
È sposata dal 1999 con l'attore Steven Roy da cui ha avuto tre figli: Owen (2003), Kaden (2005) e Frances Beatrice (2009). È inoltre madrina di Jack, figlio dell'attrice Maria Bello.

## Filmografia

### Cinema
- Sabotage, regia di Tibor Takács (1996)
- Massima tensione (Lethal Tender), regia di John Bradshaw (1997)
- Matrix (The Matrix), regia di Andy e Larry Wachowski (1999)
- I soliti amici (The Crew), regia di Michael Dinner (2000)
- Memento, regia di Christopher Nolan (2000)
- Pianeta rosso (Red Planet), regia di Antony Hoffman (2000)
- Chocolat, regia di Lasse Hallström (2000)
- Animatrix (The Animatrix), registi vari (2003) – voce
- Matrix Reloaded (The Matrix Reloaded), regia di Andy e Larry Wachowski (2003)
- Matrix Revolutions (The Matrix Revolutions), regia di Andy e Larry Wachowski (2003)
- Suspect Zero, regia di E. Elias Merhige (2004)
- Kidnapped - Il rapimento (The Chumscrubber), regia di Arie Posin (2005)
- Snow Cake, regia di Marc Evans (2006)
- Fido, regia di Andrew Currie (2006)
- La prima volta di Niky (Mini's First Time), regia di Nick Guthe (2006)
- Disturbia, regia di D.J. Caruso (2007)
- Normal, regia di Carl Bessai (2007)
- Un segreto tra di noi (Fireflies in the Garden), regia di Dennis Lee (2008)
- Love Hurts, regia di Barra Grant (2009)
- Unthinkable, regia di Gregor Jordan (2010)
- Silent Hill: Revelation 3D, regia di M. J. Bassett (2012)
- Volano coltelli (Knife Fight), regia di Bill Guttentag (2012)
- Compulsion, regia di Egidio Coccimiglio (2013)
- Pompei, regia di Paul W. S. Anderson (2014)
- Elephant Song, regia di Charles Binamé (2014)
- Frankenstein, regia di Bernard Rose (2015)
- The Bye Bye Man, regia di Stacy Title (2016)
- Brain on Fire, regia di Gerard Barrett (2016)
- Matrix Resurrections (The Matrix Resurrections), regia di Lana Wachowski (2021)

### Televisione
- I giustizieri della notte (Dark Justice) – serie TV, 6 episodi (1991-1993)
- Matrix – serie TV, 13 episodi (1993)
- Baywatch - serie TV, 1 episodio (1993)
- Models, Inc. – serie TV, 28 episodi (1994-1995)
- F/X (F/X: The Series) – serie TV, 16 episodi (1996-1997)
- Chuck – serie TV, 4 episodi (2011)
- Vegas – serie TV, 21 episodi (2012-2013)
- Jessica Jones – serie TV, 37 episodi (2015-2019)
- Daredevil – serie TV, episodio 2x13 (2016)
- Humans - serie TV, 8 episodi (2016)
- Iron Fist – serie TV, episodi 1x03-1x04-1x13 (2017)
- The Defenders – miniserie TV (2017)
- Tell Me a Story – serie TV, 10 episodi (2019-2020)
- The Acolyte - La seguace (The Acolyte) – serie TV, 4 episodi (2024)

### Videogiochi
- Enter the Matrix - (2003)
- Mass Effect 2 - Aria T'Loak (2010)
- Mass Effect 3 - Aria T'Loak (2012)
- The Matrix Awakens - (2021)
- Horizon Forbidden West (2022)

## Riconoscimenti
- Empire Awards
  - 2000 – Miglior debutto per Matrix

- Independent Spirit Awards
  - 2002 – Miglior attrice non protagonista per Memento

- MTV Movie & TV Awards
  - 2000 – Candidatura alla miglior performance rivelazione per Matrix

- Screen Actors Guild Award
  - 2001 – Candidatura al miglior cast cinematografico per Chocolat

- Teen Choice Awards
  - 2004 – Candidatura all'attrice preferita per un film d'azione per Matrix Revolutions

## Doppiatrici italiane
Nelle versioni in italiano delle opere in cui ha recitato, Carrie-Anne Moss è stata doppiata da:
- Emanuela Rossi in Matrix, Matrix Reloaded, Matrix Revolutions, Fido, Vegas, Jessica Jones, Daredevil, Iron Fist, The Defenders, Brain On Fire, Matrix Resurrections, Tell Me a Story, The Acolyte - La seguace
- Francesca Fiorentini in Chocolat, Frankenstein
- Claudia Catani in Sabotage
- Franca D'Amato in Memento
- Pinella Dragani in Pianeta rosso
- Cristina Boraschi in Suspect Zero
- Antonella Baldini in Kidnapped - Il rapimento
- Valeria Falcinelli in La prima volta di Niky
- Alessandra Korompay in Disturbia, Chuck
- Roberta Pellini in Un segreto tra di noi
- Donatella Fanfani in Unthinkable
- Roberta Paladini in Silent Hill: Revelation 3D
- Liliana Sorrentino in Pompei
- Laura Romano in The Bye Bye Man
- Francesca Guadagno in Humans
- Tiziana Avarista in FUBAR

Da doppiatrice è stata sostituita da:
- Chiara Colizzi in Horizon Forbidden West